# Lamjaara
Lamjaara (franska: Lamjaara (CR), Lamjaara (Commune Rurale), arabiska: فضالات) är en kommun i Marocko.   Den ligger i provinsen Ouezzane och regionen Tanger-Tétouan-Al Hoceïma, i den nordöstra delen av landet, 160 km öster om huvudstaden Rabat. Antalet invånare är 14 343.